# HSF System Cup 2024-2025
De HSF System Cup 2024-2025 was het 24ste seizoen van het regelmatigheidscriterium in het veldrijden. De HSF System Cup bestond uit 7 crossen op 7 locaties in Tsjechië.
De eerste wedstrijd bij Veselí nad Lužnicí werd afgelast vanwege overstromingen in het gebied na cycloon Boris. Bij de mannen won de Pool Marek Konwa het eindklassement en bij de vrouwen was Kristýna Zemanová de eindwinnares nadat ze 5 van de 6 crossen won.

## Mannen elite

### Kalender en podia
| Datum             | Locatie            | Cat. | Eerste              | Tweede               | Derde           | Leider in het klassement |       |
| ----------------- | ------------------ | ---- | ------------------- | -------------------- | --------------- | ------------------------ | ----- |
| 28 september 2024 | Veselí nad Lužnicí | C2   | afgelast            | afgelast             | afgelast        | afgelast                 |       |
| 5 oktober 2024    | Ostrava            | C2   | Victor Van De Putte | Guus van den Eijnden | Maximilian Kerl | Victor Van De Putte      | [ 2 ] |
| 12 oktober 2024   | Hlinsko            | C2   | Michael Boroš       | Marek Konwa          | Václav Ježek    | Marek Konwa              | [ 3 ] |
| 26 oktober 2024   | Kolín              | C2   | Michael Boroš       | Marek Konwa          | Václav Ježek    | Marek Konwa              | [ 4 ] |
| 16 november 2024  | Rýmařov            | C2   | Michael Boroš       | Marek Konwa          | Václav Ježek    | Marek Konwa              | [ 5 ] |
| 23 november 2024  | Mladá Boleslav     | C2   | Marek Konwa         | Matyás Fiala         | Václav Ježek    | Marek Konwa              | [ 6 ] |
| 7 december 2024   | Uničov             | C2   | Marek Konwa         | Václav Ježek         | Frantisek Hojka | Marek Konwa              | [ 7 ] |

## Vrouwen elite

### Kalender en podia
| Datum             | Locatie            | Cat. | Eerste            | Tweede              | Derde              | Leidster in het klassement |        |
| ----------------- | ------------------ | ---- | ----------------- | ------------------- | ------------------ | -------------------------- | ------ |
| 28 september 2024 | Veselí nad Lužnicí | C2   | afgelast          | afgelast            | afgelast           | afgelast                   |        |
| 5 oktober 2024    | Ostrava            | C2   | Alicia Franck     | Barbora Jerabkova   | Amálie Gottwaldová | Alicia Franck              | [ 8 ]  |
| 12 oktober 2024   | Hlinsko            | C2   | Kristýna Zemanová | Barbora Bukovska    | Lucie Grohová      | Barbora Jerabkova          | [ 9 ]  |
| 26 oktober 2024   | Kolín              | C2   | Kristýna Zemanová | Barbora Bukovska    | Judith Krahl       | Kristýna Zemanová          | [ 10 ] |
| 16 november 2024  | Rýmařov            | C2   | Kristýna Zemanová | Viktória Chladoňová | Barbora Bukovska   | Kristýna Zemanová          | [ 11 ] |
| 23 november 2024  | Mladá Boleslav     | C2   | Kristýna Zemanová | Barbora Bukovska    | Lucie Grohová      | Kristýna Zemanová          | [ 12 ] |
| 7 december 2024   | Uničov             | C2   | Kristýna Zemanová | Barbora Bukovska    | Lucie Grohová      | Kristýna Zemanová          | [ 13 ] |

Kampioenschappen:  Wereldkampioenschappen ·
 Europese kampioenschappen ·
 Belgische kampioenschappen ·
 Nederlandse kampioenschappen
Klassementen:  Wereldbeker ·
 Superprestige ·
 X²O Badkamers Trofee ·
 HSF System Cup ·
 Trek USCX Series ·
 Coupe de France ·
 National Trophy Series ·
 Copa de España ·
 Swiss Cyclocross Cup ·
 Hope Supercross Series
Overig:  Exact Cross ·  Losse crossen België
2001-2002 · 2002-2003 · 2003-2004 · 2004-2005 · 2005-2006 · 2006-2007 · 2007-2008 · 2008-2009 · 2009-2010 · 2010-2011 · 2011-2012 · 2012-2013 · 2013-2014 · 2014-2015 · 2015-2016 · 2016-2017 · 2017-2018 · 2018-2019 · 2019-2020 · 2020-2021 · 2021-2022 · 2022-2023 · 2023-2024 · 2024-2025